# راي كولومبوس
راي كولومبوس (بالإنجليزية: Ray Columbus)‏ هو مدير مواهب وموسيقي ومقدم تلفزيوني ومغني نيوزيلندي، ولد في 4 نوفمبر 1942 في كرايستشرش في نيوزيلندا، وتوفي في 28 نوفمبر 2016 في Snells Beach ‏ في نيوزيلندا.

## وصلات خارجية
- راي كولومبوس على موقع IMDb (الإنجليزية)
- راي كولومبوس على موقع ميوزك برينز (الإنجليزية)
- راي كولومبوس على موقع ديسكوغز (الإنجليزية)